# Uğur Güneş
Uğur Güneş (Ankara, 10 de noviembre de 1987) es un actor turco, conocido por interpretar el papel de Yılmaz Akkaya en la serie Bir Zamanlar Çukurova.

## Biografía
Uğur Güneş nació el 10 de noviembre de 1987 en Ankara (Turquía), tiene un hermano y una hermana.

## Carrera
Uğur Güneş se graduó en la facultad de idiomas, historia y geografía de la Universidad de Ankara. Posteriormente decide matricularse en actuación en la Universidad de Hacettepe, donde unos años más tarde obtiene su título. En 2011 hizo su primera aparición como actor con el papel de Eray en la serie Yeniden Başla. En 2013 interpretó el papel de Emrah en la película Şeytan-ı Racim dirigida por Arkin Aktaç. En el mismo año ocupó el papel de Serhat en la película Tamam mıyız? dirigida por Cagan Irmak.
En 2014 interpretó el papel de Çetin en la serie Urfalıyam Ezelden. En 2015 y 2016 ocupó el papel de Tuğtekin en la serie Diriliş Ertuğrul. En 2016 se unió al elenco de la miniserie Seddülbahir 32 Saat, en el papel de Hüseyin. Al año siguiente, en 2017, interpretó el papel de Kaymakam Fatih en la serie İsimsizler.
De 2018 a 2021 fue elegido para interpretar el papel de Yılmaz Akkaya en la serie transmitida por ATV Bir Zamanlar Çukurova y donde actuó junto a actores como Hilal Altınbilek, Murat Ünalmış, Vahide Perçin, Kerem Alışık, Bülent Polat, Selin Genç y Melike İpek Yalova. En 2019 interpretó el papel de Cemal Tunalı en la película Cep Herkülü: Naim Süleymanoğlu dirigida por Özer Feyzioglu. En 2021 y 2022 interpretó el papel de Davut Karaman en la serie Kanunsuz Topraklar. En 2023 protagonizó las películas Serçenin Gözyasi dirigida por Aysun Akyüz, Dumlupınar: Vatan Sağolsun dirigida por Can Ulkay  y Dumlupınar: Vatan Sağolsun dirigida por Can Emre.

## Filmografía

### Cine
| Año  | Título                         | Personaje    | Director                        |
| ---- | ------------------------------ | ------------ | ------------------------------- |
| 2013 | Şeytan-ı Racim                 | Emrah        | Berker Berki y Ömer Faruk Sorak |
| 2013 | Tamam mıyız?                   | Serhat       | Cagan Irmak                     |
| 2019 | Cep Herkülü: Naim Süleymanoğlu | Cemal Tunalı | Özer Feyzioglu                  |
| 2023 | Serçenin Gözyasi               |              | Aysun Akyüz                     |
| 2023 | Dumlupınar: Vatan Sağolsun     | Can Ulkay    |                                 |
| 2023 | Al Sancak                      | Can Emre     |                                 |

### Televisión
| Año       | Título                | Personaje      | Notas        |
| --------- | --------------------- | -------------- | ------------ |
| 2011      | Yeniden Başla         | Eray           |              |
| 2014      | Urfalıyam Ezelden     | Çetin          | 11 episodios |
| 2015-2016 | Diriliş Ertuğrul      | Tuğtekin       | 32 episodios |
| 2016      | Seddülbahir 32 Saat   | Hüseyin        | 4 episodios  |
| 2017      | İsimsizler            | Kaymakam Fatih | 27 episodios |
| 2018-2021 | Bir Zamanlar Çukurova | Yılmaz Akkaya  | 79 episodios |
| 2021-2022 | Kanunsuz Topraklar    | Davut Karaman  | 16 episodios |

### Video musical
| Año  | Título | Autor | Director       |
| ---- | ------ | ----- | -------------- |
| 2016 | Naim   | Eypio | Özer Feyzioglu |

## Premios y reconocimientos
Ceremonia de entrega de premios Lente de Oro
| Año  | Categoría                    | Trabajo               | Resultado | Notas  |
| ---- | ---------------------------- | --------------------- | --------- | ------ |
| 2019 | Premio a la Mejor Serie Trío | Bir Zamanlar Çukurova | Ganador   | [ 22 ] |

Premios Palma de Oro
| Año  | Categoría                              | Trabajo               | Resultado |
| ---- | -------------------------------------- | --------------------- | --------- |
| 2019 | Mejor actor en una serie de televisión | Bir Zamanlar Çukurova | Nominado  |

Murex D'Or International (Dubái)
| Año  | Categoría                       | Resultado |
| ---- | ------------------------------- | --------- |
| 2022 | Mejor actor turco internacional | Ganador   |

Premios del Ministerio de la Juventud de Ankara
| Año  | Categoría           | Trabajo           | Resultado | Notas  |
| ---- | ------------------- | ----------------- | --------- | ------ |
| 2016 | Mejor actor del año | Diriliş: Ertuğrul | Ganador   | [ 23 ] |

Premios de la Academia de la Cumbre de Turquía Joven
| Año  | Categoría                  | Trabajo    | Resultado |
| ---- | -------------------------- | ---------- | --------- |
| 2017 | Premio Especial del Jurado | İsimsizler | Ganador   |